# Hadsel
Hadsel là một đô thị ở hạt Nordland, Na Uy.

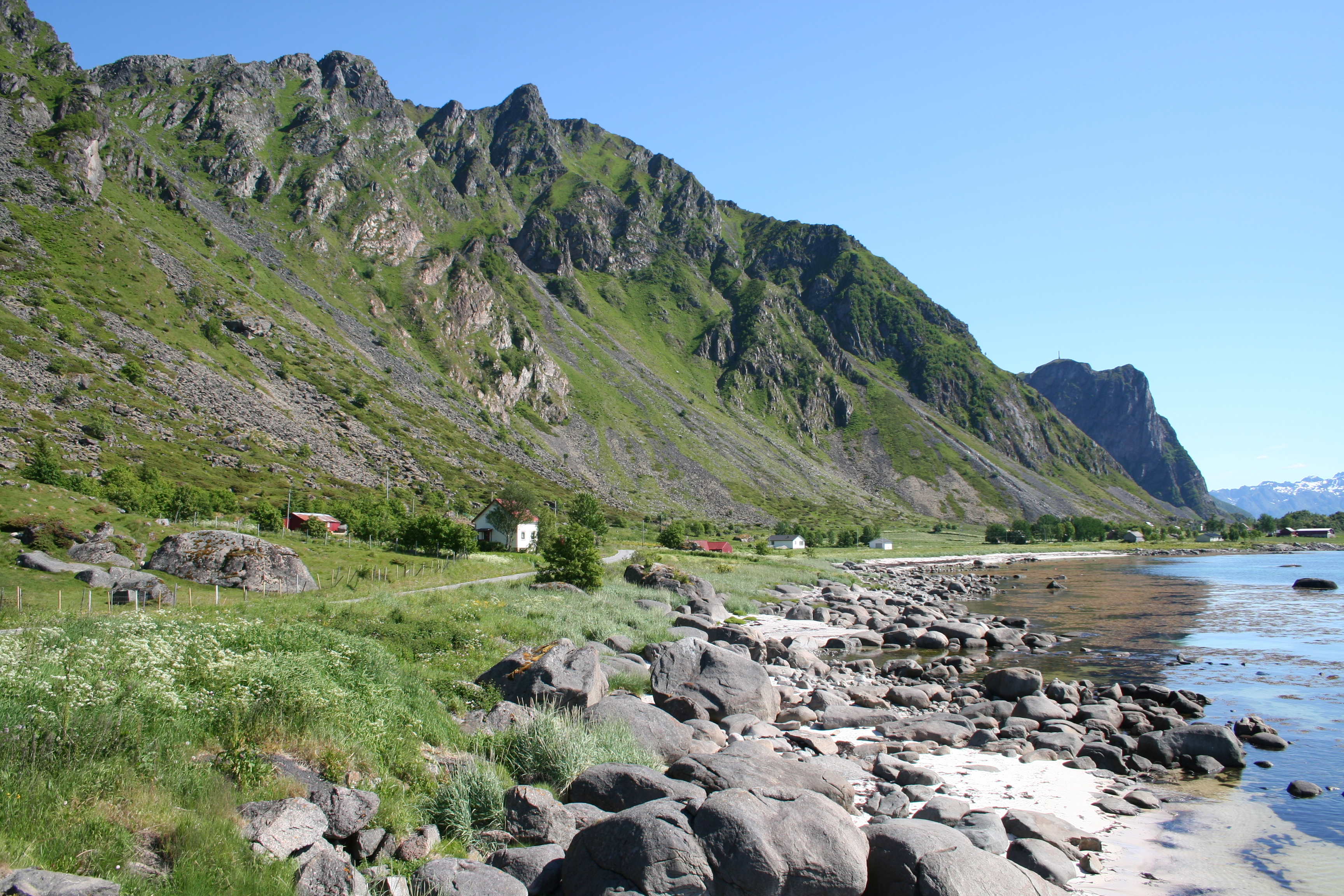
Taen, Hadseløya.

Hadsel được lập thành đô thị ngày 1/1/1838 (xem formannskapsdistrikt). Sortland đã được tách khỏi Hadsel năm 1841.
Đây là đô thị cực nam của vùng Vesterålen. Đô thị này nằm trên 4 hòn đảo: Hadseløya, Hinnøya, Langøya và Austvågøy. Khoảng 70% dân số sống trên đảo Hadseløya. Đảo Hadseløya được nối với Langøya bằng một cây cầu, cầu Hadsel.) Có một sân bay nhỏ, Sân bay Stokmarknes, Skagen, phục vụ 100.000 lượt khách năm 1997.
Trung tâm hành chính của Hadsel là Stokmarknes, một trong 2 thị xã trên đảo Hadseløya, thị xã kia là Melbu.

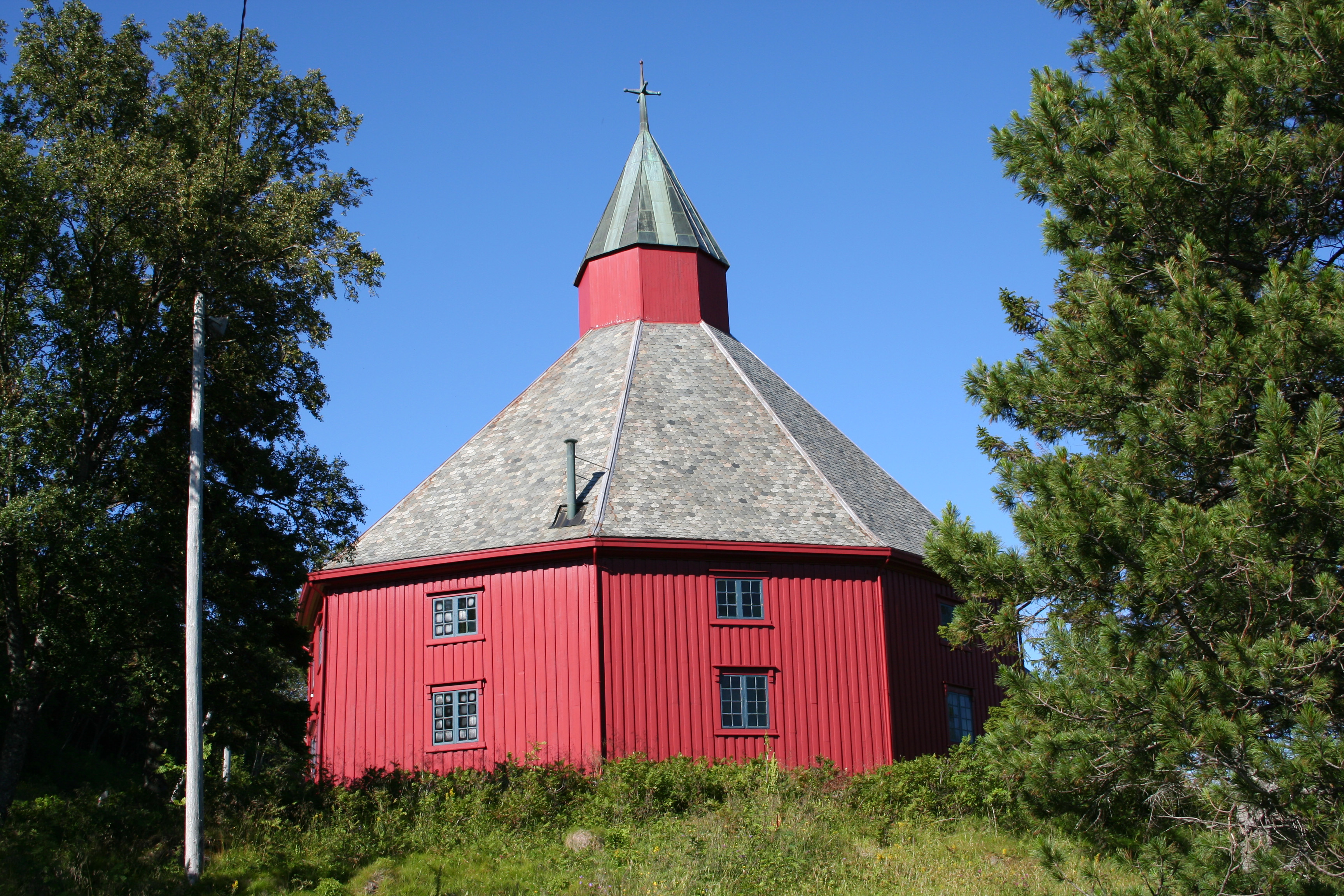
Nhà thờ Hadsel